# 花马池镇
花马池镇，是中华人民共和国宁夏回族自治区吴忠市盐池县下辖的一个乡镇级行政单位。

## 行政区划
花马池镇下辖以下地区：
长城村、沟沿村、佟记圈村、四墩子村、田记掌村、八岔梁村、郭记沟村、柳杨堡村、皖记沟村、沙边子村、东塘村、冒寨子村、李记沟村、红沟梁村、高利乌苏村、苏步井村、李华台村、芨芨沟村和硝池子村。